# Athous lambeleti
Athous lambeleti là một loài bọ cánh cứng trong họ Elateridae. Loài này được Leseigneur miêu tả khoa học năm 2004.